# Округ Кодингтон (Јужна Дакота)
Кодингтон (енгл. Codington County) је округ у америчкој савезној држави Јужна Дакота.

## Демографија
По попису из 2010. године број становника је 27.227, што је 1.33 (5,1%) становника више него 2000. године.
| Група             | 2000.          | 2010.          |
| Белци             | 24.948 (96,3%) | 25.762 (94,6%) |
| Афроамериканци    | 35 (0,1%)      | 93 (0,3%)      |
| Азијати           | 73 (0,3%)      | 122 (0,4%)     |
| Хиспаноамериканци | 274 (1,1%)     | 433 (1,6%)     |
| Укупно            | 25.897         | 27.227         |